# Komunistyczna Partia Stanów Zjednoczonych
Komunistyczna Partia Stanów Zjednoczonych Ameryki (ang. Communist Party USA, CPUSA) – partia polityczna w Stanach Zjednoczonych.

## Historia
W sierpniu 1919 utworzona została Komunistyczna Partia Pracy Ameryki. Jej założycielami byli skrajnie lewicowi rozłamowcy z Socjalistycznej Partii Ameryki. Kilka dni później powstała konkurencyjna Partia Komunistyczna USA. Partie komunistyczne liczyły łącznie kilkadziesiąt tysięcy członków. Obie formacje w grudniu 1921 połączyły się tworząc Robotniczą Partię Ameryki. Partia natychmiast przyłączyła się do Międzynarodówki Komunistycznej. W latach 20. komuniści skupili się na tworzeniu ruchu związkowego i lobbowaniu na rzecz poprawy praw pracowniczych. W 1924 komunistyczny związkowiec William Foster zdobył w wyborach prezydenckich 35 361 głosów. W 1929 formacja przyjęła obecną nazwę.
Pod koniec lat 20. rozpoczął się proces stalinizacji partii. Z CPUSA usuwano polityków, których poglądy nie odpowiadały linii wyznaczonej przez Komintern. W 1929 z partii usunięto Jamesa Patricka Cannona i jego zwolenników. Było to spowodowane poparciem przez Cannona trockizmu. Jeszcze w tym samym roku z CPUSA wydalono Jaya Lovestone’a i Benjamina Gitlowa. Obaj działacze byli zwolennikami nurtu w komunizmie wypracowanego przez Nikołaja Bucharina. W trakcie wielkiego kryzysu zaangażowana była w ruch bezrobotnych. W tym czasie jawnie głosiła potrzebę zniesienia kapitalizmu i wprowadzenia w USA systemu wzorowanego na radzieckim. Na początku lat 30. władzę w partii przejął Earl Browder, a CPUSA uległa całkowitej stalinizacji. W 1932 partia wystawiła kandydaturę Williama Fostera w wyborach prezydenckich. Polityk ten mówił o utworzeniu „Ameryki Radzieckiej” w której wszystkie „kapitalistyczne” partie (w tym socjaliści) zostałyby rozwiązane, a media trafiły pod kontrolę rządu. Foster zdobył zaledwie 102 991 głosów (mniej niż 1%). Po przegranych wyborach komuniści potępili Nowy Ład, a Franklina Delano Roosevelta okrzyknęli mianem „socjalfaszysty”.

W 1935 przyjęła taktykę Frontu Ludowego. Wtedy też zyskała szersze poparcie na gruncie rosnącego antyfaszyzmu. Przedstawiciele CPUSA przestali poruszać kwestie rewolucji komunistycznej, a zaczęli akcentować potrzebę sojuszu z ruchami umiarkowanymi. Komuniści przystępowali także do mniej radykalnych partii. CPUSA miała niewielkie sukcesy w wyborach lokalnych. Komunistom udało się wprowadzić dwóch przedstawicieli do Rady miejskiej Nowego Jorku. Potajemnie członkami CPUSA była trójka kongresmenów wybranych z nominacji Partii Demokratycznej i Minnesota’s Farmer–Labor Party. Członkowie CPUSA aktywni byli w organizacjach liberalnych, afroamerykańskich, pacyfistycznych, kulturowych i studenckich. Zdominowali też związki zawodowe w kilku branżach. W drugiej połowie lat 30. członkowie CPUSA znaleźli się pośród amerykańskich członków Brygad Międzynarodowych walczących w wojnie domowej w Hiszpanii. Pod koniec lat 30. liczba członków partii przekroczyła 65 tysięcy.

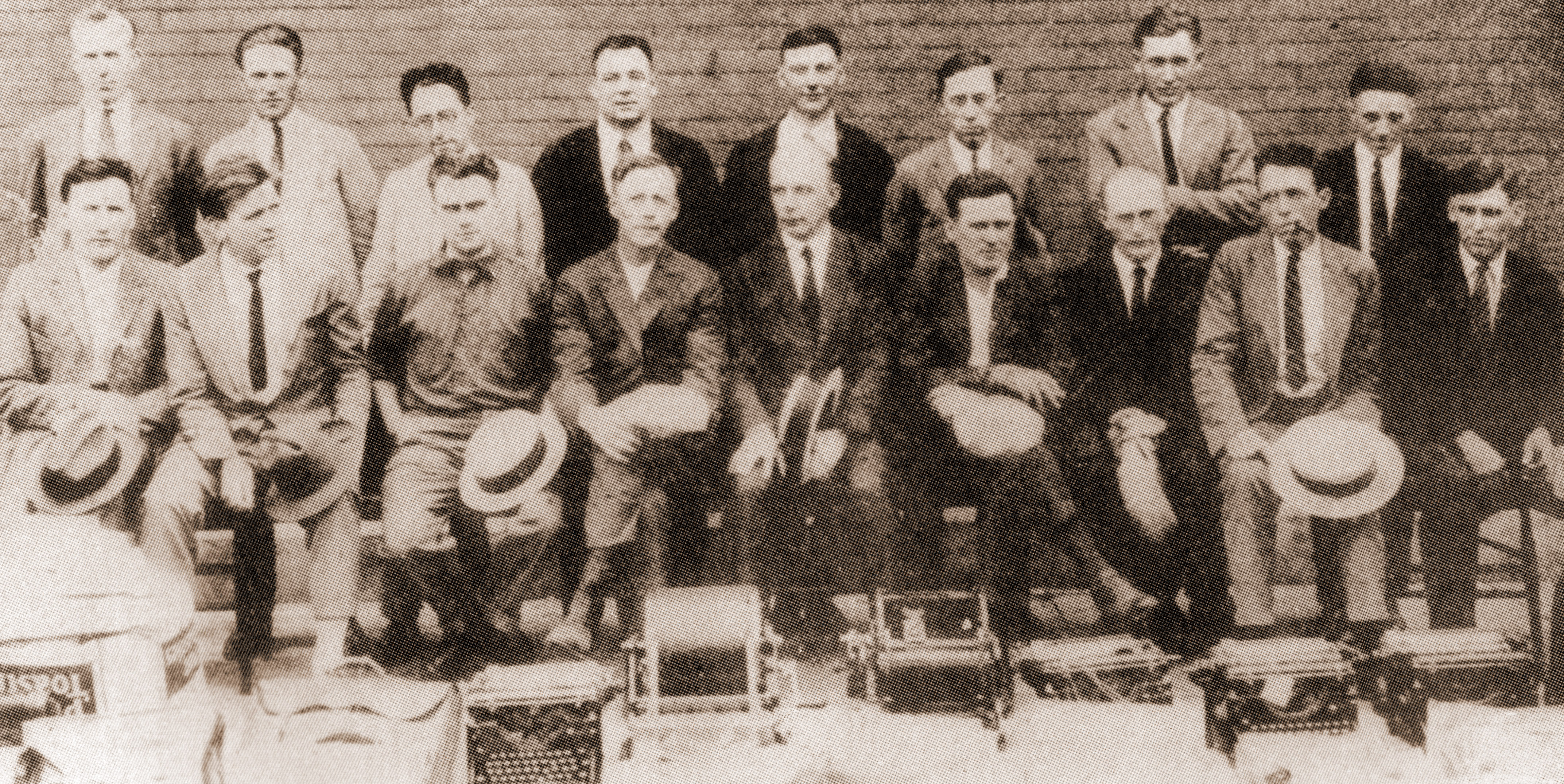
Członkowie CPUSA na konwencji partyjnej w 1922 r.

W 1939 jej kierownictwo poparło pakt Ribbentrop-Mołotow i odeszło od antyfaszyzmu. CPUSA rozpętała nową kampanię ataków na Roosevelta i sprzeciwiała się amerykańskim programom pomocy dla aliantów. Takie przedsięwzięcia oficjalnie usprawiedliwiano pacyfizmem. Działania CPUSA przyczyniły się do odwrócenia się od partii większości środowisk liberalnych. Rok później Earl Browder wystartował w wyborach prezydenckich. Jako że zakazano mu podróżowania po kraju, jego kampania ograniczyła się do wydawania pisemnych oświadczeń i dystrybucji nagranych przemówień. Komunistyczny kandydat zdobył jedynie 46 tysięcy głosów. Jeszcze w tym samym roku CPUSA oficjalnie zrezygnowała z członkostwa w Kominternie (był to krok taktyczny).
Po ataku Niemiec na ZSRR amerykańska opinia publiczna zaczęła przychylniej patrzeć na komunizm. Sama CPUSA powróciła do taktyki Frontu Ludowego i udzieliła poparcia Rooseveltowi. W 1942 liczba członków partii osiągnęła 85 tysięcy. Pod koniec wojny prokomunistyczne związki zawodowe liczyły ponad milion członków. W 1944 Earl Browder ogłosił, że możliwe jest pokojowe współistnienie komunizmu i kapitalizmu. Poglądy i działania Browdera wzbudziły zaniepokojenie pośród komunistów w USA, jak i poza granicami kraju. W 1945 został on odwołany ze stanowiska. Jego następcą został William Foster. Dwa lata później Browder został usunięty z CPUSA (po wcześniejszym poddaniu go krytyce przez sowieckich polityków).

### Po II wojnie światowej
Wiliam Foster prowadził partię w wierności doktrynie stalinizmu. Dowody na działalność szpiegowską członków CPUSA na rzecz ZSRR skłoniły prezydenta Harry’ego Trumana do działań przeciwko komunistom. W 1948 przywódcy partii zostali uwięzieni. W trakcie wojny koreańskiej rząd wprowadził szereg antykomunistycznych ustaw. CPUSA pozostała legalna jednak uległa marginalizacji i izolacji. W połowie lat 50. liczba jej członków spadła poniżej 12 tysięcy.
Po powstaniu na Węgrzech (1956) i operacji „Dunaj” (1968) szeregi partii opuściła część członków.
Zaprotestowali oni w ten sposób przeciwko ściśle prosowieckiej polityce kierownictwa CPUSA. Na morale członków partii negatywnie wpłynęły także referat O kulcie jednostki i jego następstwach Nikity Chruszczowa i ujawnienie zbrodni stalinizmu.
W 1959 na czele partii stanął Gus Hall. Był to polityk ściśle prosowiecki i ortodoksyjnie marksistowsko–leninowski. W latach 60. i 70. aktywiści partii uczestniczyli w ruchu antywojennym i afroamerykańskim, niemniej jednak nie odgrywali już na lewicy większej roli. Hall wystartował w wyborach prezydenckich w 1968, 1972 i 1976. W 1968 zdobył 1072 głosy, w 1972 25 597 głosów, a w 1976 58 709. W latach 80. Hall krytykował eurokomunizm i reformy Michaiła Gorbaczowa. Pod koniec lat 80. liczba członków CPSUA spadła poniżej 10 tysięcy. W 1991 Hall poparł nieudany pucz Janajewa. Frakcja reformatorska komunistów opuściła wtedy struktury CPUSA. W 2000 zmarł Gus Hall. Nowym przywódcą partii został Sam Webb. Partia liczyła wtedy mniej niż 2 tysiące członków.

## Liczebność

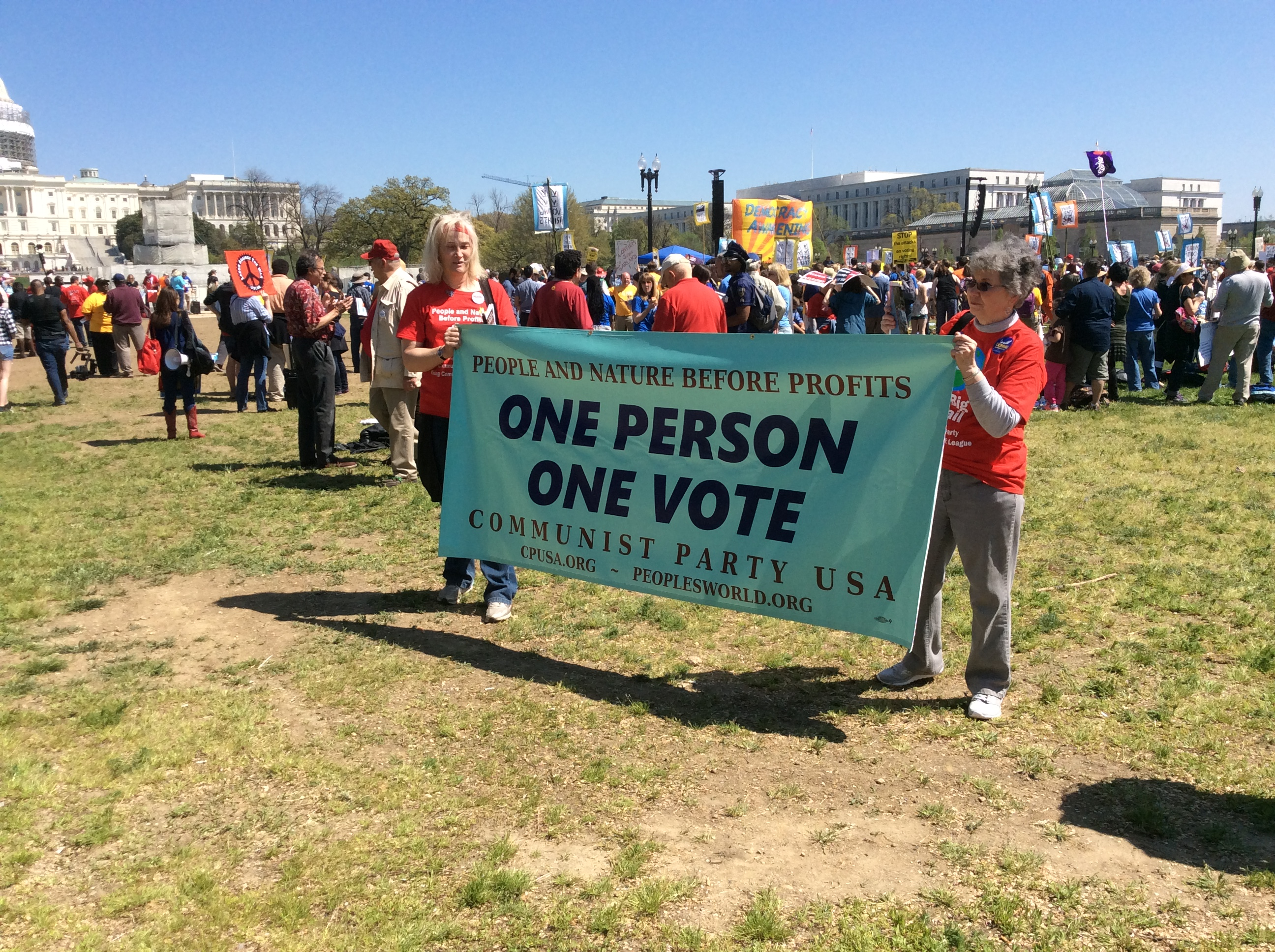
Członkinie partii na proteście w 2016 roku

- 1919: Partia Komunistyczna USA liczyła 24 000 członków, a Komunistyczna Partia Pracy Ameryki 10 000[6]
- 1934: 26 000[6]
- 1936: 66 000[6]
- 1942: 85 000[5]
- 1957: 5000[9]
- 2014: 2000–3000[8].

## Wsparcie zagraniczne
Działalność partii potajemnie dotowana była przez rząd ZSRR. Przykładowo w 1988 roku radziecki rząd przekazał CPUSA trzy miliony dolarów.